# M (濱崎步單曲)
《M》是日本歌手濱崎步第19張單曲，單曲的名稱標示以濱崎步自創的符號為正確的寫法（見右方）。發行於2000年12月13日，她亦從此張單曲開始以筆名「CREA」嘗試作曲的工作。

## 說明
在她的專輯《Duty》發行不久後，濱崎步就開始創作《M》。在此前，濱崎步歌曲的作曲都是由專業作曲家所製作，她只負責作詞的部分。但是隨著《M》的發行，濱崎步認為作曲家所創作的旋律無法符合她構想的想法，於是她開始自行嘗試作曲。首先她試著以電子鋼琴作為作曲的樂器，但是她對於樂器的演奏並不是十分熟悉。最終，她仍然還是以歌聲作為創作的工具。
這首歌當中，充滿了她呼告「Maria」的聲音。她解釋道這樣的作詞，是由於她透過了一位朋友得知了聖母瑪利亞的故事。根據她的說法，這首歌曲的核心就是在這個故事上，即是「女人不隨著時間而改變」。
她說，原先作曲家所為《M》創作的旋律，與她對這首歌該有的印象不符，因為太過於「溫暖」了：她認為這首歌應該聽起來更加的「冷清」。她解釋說，要創作出她腦海裡所構想的旋律似乎有點難以讓人理解，是由比較低的調開始，然後上升到較高的調。最後的結果，這首歌在C大調開始，然後升上了升C大調。同時使用了鋼琴、電吉他、三角鐵等樂器。
她在《M》中首次的作曲亦獲得了不俗的成績，這張單曲銷量高達百萬，成為她歌手生涯中第三高銷量的單曲。
此歌曲收录在2001年的精选专辑《A Best》、2002年原创专辑《I am...》、2003年精选专辑《A BALLADS》、2008年精选专辑里，A BEST 2里不收录。是其收录次数最多的单曲。
另外，儘管《M》的故事與聖母瑪利亞有關，但是濱崎步曾在演唱會上指出這首歌不應該被念作「Maria」，而是直接念成「M」即可。
此单曲为Oricon 20世纪后迄今为止最后一张连夺两月冠军的单曲。

## 收錄歌曲
全曲作詞：濱崎步
1. M "Original Mix"　
作曲：CREA／編曲：HΛL
TU-KA 手機廣告歌曲
2. M "Dub's Hard Pop Remix"
3. SEASONS "Yuta's weather report mix"
4. M "nicely nice winter parade remix"
5. Far away "Laugh & Peace MIX"
6. M "REWIRED MIX"
7. M "SMOKERS MIX"
8. M "RANK-M Mix"
9. M "NEUROTIC EYE'S Mix"
10. M "Original Mix -Instrumental-"

## 音樂錄影帶
《M》是日本歌手濱崎步發行的影像作品，也是第三張同時發行VHS與DVD版本的影像作品。VHS和DVD在2001年2月7日於日本發售。

## 說明
- 本作發行的VHS與DVD由於價格與發行日期均相同，但內容亦有不同。以DVD版本較齊全。

## DVD收錄內容
1. M (Video Clip)
2. M (TV-CM)
3. making of M

## VHS收錄內容
1. M (Video Clip)
2. M (TV-CM)